# Pangram
Pangram (z řeckého pan gramma, „každé písmeno“) je věta či úsek textu obsahující všechna písmena abecedy. Jedná se zpravidla o slovní hříčku, cílem je zpravidla vytvořit co nejkratší, popř. vtipný či jinak zajímavý text s touto vlastností.
Prakticky se pangram využívá např. jako způsob náhledu na písmo, resp. na test počítačových tiskáren, psacích strojů apod.
Příkladem takové věty v angličtině je říkanka:
The quick brown fox jumps over the lazy dog. („Rychlá hnědá liška skáče přes líného psa.“)
Jackdaws love my big sphinx of quartz. („Kavky milují mou velkou křemennou sfingu.“)
Francouzský pangram:
Portez ce vieux whisky au juge blond qui fume! (Doneste tu starou whisky blonďatému soudci, jenž kouří!)
Slovenský pangram:
Vypätá dcéra grófa Maxwella s IQ nižším ako kôň núti čeľaď hrýzť hŕbu jabĺk. („Vypjatá dcera hraběte Maxwella s IQ nižším než kůň nutí čeleď kousat spousty jablek.“)
Kŕdeľ šťastných ďatľov učí pri ústí Váhu mĺkveho koňa obhrýzať kôru a žrať čerstvé mäso. („Hejno šťastných datlů učí u ústí Váhu zamlklého koně okusovat kůru a žrát čerstvé maso.“)
Polský pangram:
Stróż pchnął kość w quiz gędźb vel fax myjń. („Školník tlačil kost v hudebním kvízu nebo faxové mytí aut.“)
Pokud se v pangramu vyskytuje každé písmeno abecedy právě jednou, jde o dokonalý pangram. Příklad anglického dokonalého pangramu:
J.Q. Vandz struck my big fox whelp. („J.Q. Vandz udeřil do mého velkého liščího mláděte.“)

## Pangramy pro speciální česká písmena
Pangram pro úplnou sadu znaků české abecedy:
Nechť již hříšné saxofony ďáblů rozezvučí síň úděsnými tóny waltzu, tanga a quickstepu.
Variantou je pangram, ve kterém se bere ohled pouze na to, aby byla zastoupena všechna písmena s diakritikou. V češtině se nejčastěji k takovému účelu (např. pro testování podpory znaků národních abeced u počítačů) používá věta:
Příliš žluťoučký kůň úpěl ďábelské ódy.
nebo její nepatrně kratší verze:
Příliš žluťoučký kůň úpěl ďábelské ó.
K podobným účelům mohou sloužit též například věty:
- Zvlášť zákeřný učeň s ďolíčky běží podél zóny úlů.
- Vyciď křišťálový nůž, ó učiň úděsné líbivým!
- Loď čeří kýlem tůň obzvlášť v Grónské úžině.
- Ó, náhlý déšť již zvířil prach a čilá laň teď běží s houfcem gazel k úkrytům. (chybí znaky Q, W, X)
- Ó, náhlý déšť již zvířil prach a čilá laň teď běží s houfcem gazel Ualdewara k exkluzívním úkrytům. (chybí znak Q)

Z nich ovšem pouze předposlední[zdroj?] sdílí s výše uvedenou větou příliš žluťoučký kůň úpěl ďábelské ódy vlastnost, že každé písmeno s diakritikou se vyskytuje právě jednou. Nahradíme-li například příliš za příšerně, písmeno Ě se vyskytne dvakrát (již je obsaženo v úpěl), což může být pro některé účely nevhodné.